# Peaugres
Peaugres is een gemeente in het Franse departement Ardèche (regio Auvergne-Rhône-Alpes). De plaats maakt deel uit van het arrondissement Tournon-sur-Rhône. Peaugres telde op 1 januari 2022 2.353 inwoners.

## Geografie
De oppervlakte van Peaugres bedroeg op 1 januari 2022 14,44 vierkante kilometer; de bevolkingsdichtheid was toen 163 inwoners per km².
De onderstaande kaart toont de ligging van Peaugres met de belangrijkste infrastructuur en aangrenzende gemeenten.

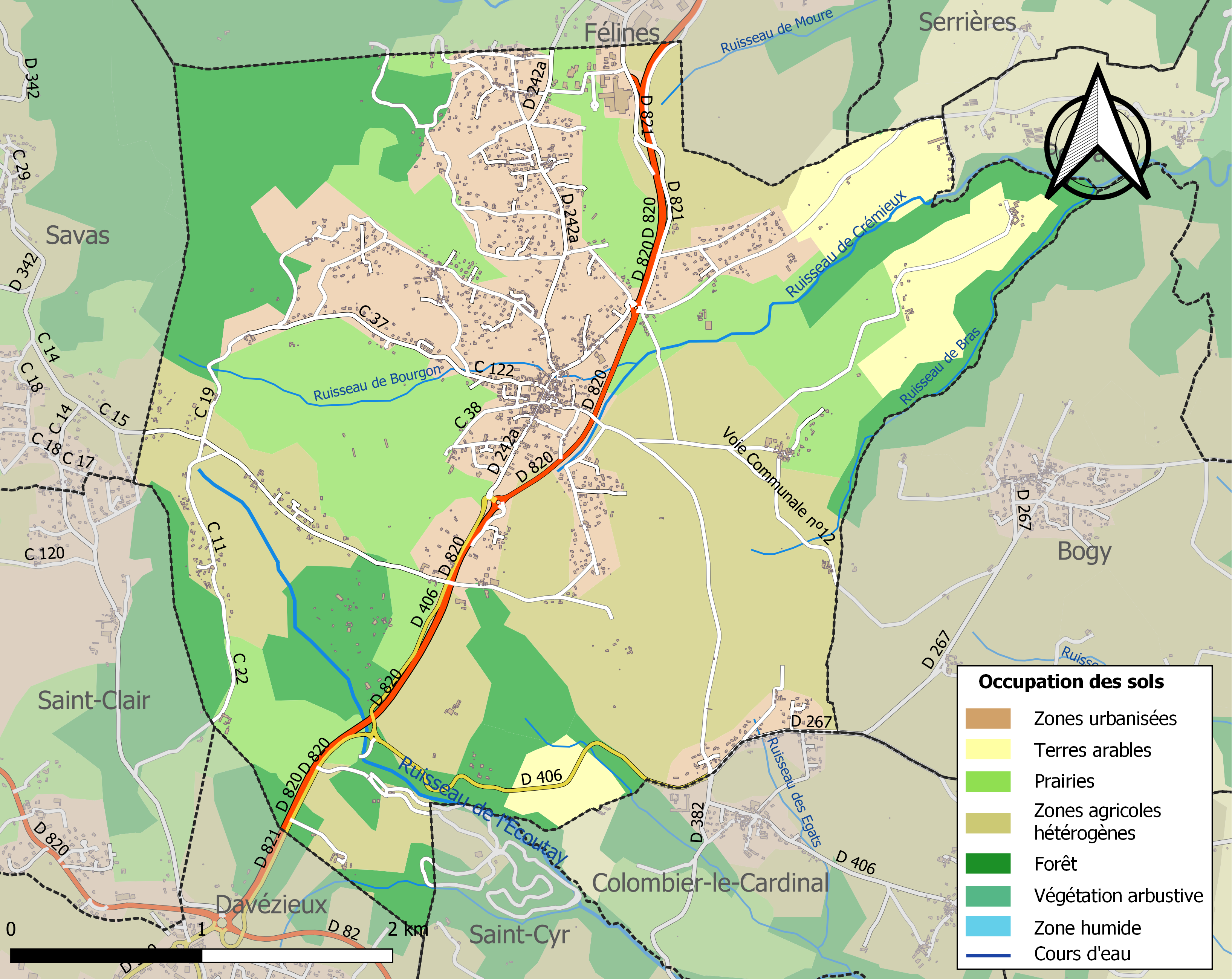

## Demografie
Onderstaande figuur toont het verloop van het inwonertal (bron: INSEE-tellingen).

Vanwege een beveiligingsprobleem met de MediaWiki Graph-software is het momenteel niet mogelijk deze grafiek weer te geven. Zodra de software is bijgewerkt zal de grafiek vanzelf weer zichtbaar worden.